# Le Nouveau jouet
Le Nouveau jouet (bra: Meu Novo Brinquedo) é um filme de 2022 dirigido por James Huth. No Brasil, foi lançado pela A2 Filmes no Prime Video em 23 de novembro de 2023, antes do lançamento, foi apresentado no Festival Varilux de Cinema Francês 2023.

## Sinopse
Para sustentar sua futura família, Samy começa a trabalhar como vigia noturno em uma loja de luxo, até que Philippe Etienne, o homem mais rico da França, diz à seu filho, Alexandre, para escolher o que ele quiser como presente de aniversário, e Alexandre escolhe Samy.

## Elenco
- Jamel Debbouze como Samy Chérif (também conhecido como “Gunther” para Alexandre)
- Daniel Auteuil como Philippe Étienne
- Simon Faliu como Alexandre Étienne

## Recepção
Na França, o filme tem uma nota média de 3,5/5 no agregador do AlloCiné, calculada a partir de 16 resenhas da imprensa.